# La Legión
La Legión est la revue trimestrielle de la Légion espagnole, unité d'infanterie de l'Armée de terre espagnole.

## Description
C'est une revue de 64 pages.